# Besalú
Besalú – gmina w Hiszpanii, w prowincji Girona, w Katalonii, o powierzchni 4,77 km². W 2011 roku gmina liczyła 2427 mieszkańców.
Besalú powstało w X wieku, gdy zbudowano zamek. W średniowieczu było ważnym ośrodkiem handlowym, w którym wytwarzano buty i wyroby tkackie. Najbardziej charakterystycznym zabytkiem jest most warowny oraz mykwa, której ruiny odkryto w 1964 roku.